# Rue Pierre-Lescot (ancienne)
La rue Pierre-Lescot, anciennement rue Jean-Saint-Denis, est une ancienne voie de Paris, située dans l'ancien 4e arrondissement (actuel 1er arrondissement). Elle ne doit pas être confondue avec l'actuelle rue Pierre-Lescot, située dans le quartier des Halles.

## Situation
Cette voie était située dans le quartier Saint-Honoré. Au moment de sa suppression dans les années 1850, elle commençait place de l'Oratoire et finissait rue Saint-Honoré. Elle était parallèle à la rue du Chantre. Avant l'aménagement de la place de l'Oratoire aux XVIIIe – XIXe siècles, ces deux rues aboutissaient au sud sur la rue de Beauvais (ou de Biauvoir).

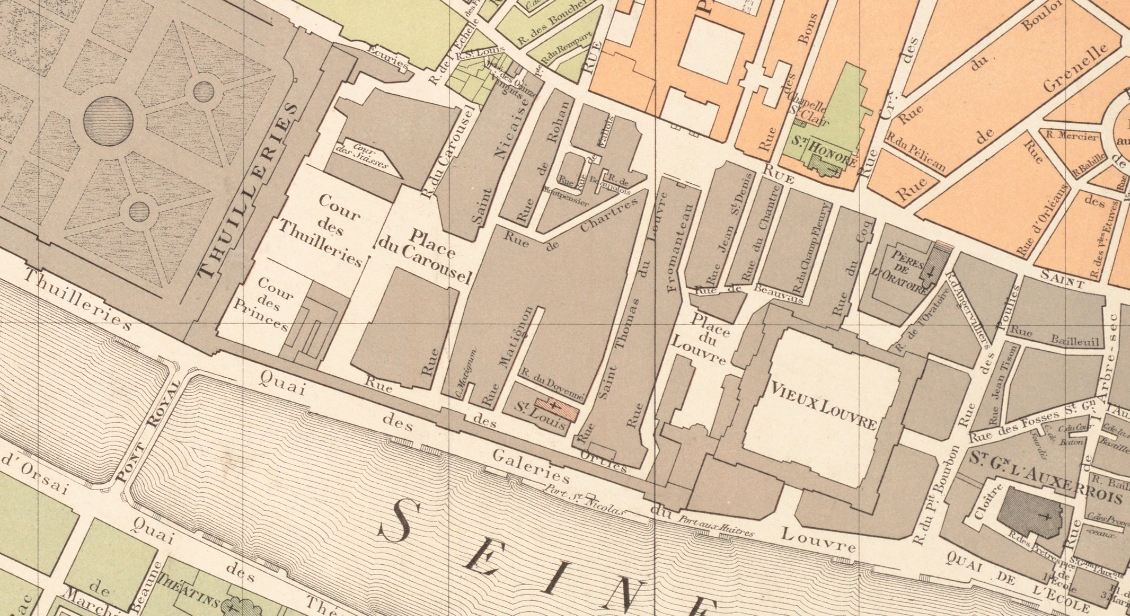
Le quartier du Louvre en 1786.

## Origine du nom
Cette rue rend hommage à Pierre Lescot (1515-1578), l'architecte du palais du Louvre, situé au bout de la rue au sud.

## Historique
La rue existait déjà en 1267. Elle est alors située en dehors de l'enceinte de Philippe Auguste. Elle est incorporée à Paris lors de la construction de l'enceinte de Charles V dans la seconde partie du XIVe siècle.
Elle était à l'origine nommée « rue Jean-Saint-Denis », probablement en référence à Jean de Saint-Denis, chanoine de la collégiale Saint-Honoré toute proche.
Elle est citée sous le nom de « rue Jehan-Saint-Denis », dans un manuscrit de 1636 dont le procès-verbal de visite, en date du 22 avril 1636, indique qu'elle est « salle, boueuse et remplie d'immundices et de plus avons particulièrement veu quantité de fumiers compiliez avec boues, qui arrestent le cours des eaues des ruisseaux ».
En 1702, la « rue Jehan-Saint-Denis », qui fait partie du quartier du Louvre, comporte 27 maisons et 5 lanternes.
Le 23 mai 1807, la rue est rebaptisée « rue Pierre-Lescot », à la demande des riverains qui considéraient que le nom précédent était associé aux prostituées qui fréquentaient la rue.
Dans les années 1850, il est décidé d'achever le projet de réunion du Louvre et des Tuileries et de prolonger la rue de Rivoli à l'Est de la rue de Rohan,,,. Les Grands Magasins du Louvre (actuel Louvre des antiquaires) et la cour Khorsabad du musée du Louvre sont construits à son emplacement.